# 恩培多克勒
恩培多克勒（希臘語：Ἐμπεδοκλῆς，前490年—前430年），又译恩贝多克利，公元前5世紀的古希臘哲學家、自然科学家、政治人物、演说家、诗人，相传他也是医生、医学作家、术士和占卜家。西西里岛的阿格里根特人，作为政治人物的他在其家乡备受争议并遭到流放，不得返回。他的生平富神話色彩，相傳他為證明自己的神性，投進埃特纳火山而亡，但是火山却将他的青铜凉鞋喷射出来，显示他的不诚实。另一个传说是他跳进火山，向他的门徒证明他的不朽；他相信他在经火之后会作为神回到人间。後世騷人墨客常以此為詩材。
作为前苏格拉底时期哲学家，恩培多克勒受到当时占据主流的毕达哥拉斯学派和埃利亚学派思想的影响。他像巴门尼德一樣用韻文寫作。相傳能够体现其哲学思想的兩部长诗《論自然》(Περὶ φύσεως)和《淨化》(Καθαρμοί)以及他的一篇散文《医论》目前只留下古人记载的约450行残篇。

## 哲学思想
恩培多克勒将哲学见地从转化生成论（泰勒斯、阿那克西曼德、阿那克西美尼、赫拉克利特等）转向了构造论。
他是最早的也是最不完善的多元论者。
一方面，他承认巴门尼德认为存在是永恒的观点，存在是永生的、不可毁灭的，它仅仅“是（存在）”。但是他又拒斥巴门尼德把存在当作一个“圆满的球体”的观点，他认为存在是多，即四种微粒：水、火、土、气。万事万物的变化和运动就是由于这四种微粒由爱与恨聚合和分散造成的。他的这种观点也影响了阿纳克萨戈拉的种子说观点。

### 宇宙循环论
他还认为万物的生成和消灭都是无休止的循环运动，但是后人对此的观点划分为两种派别。一种是传统观点（Traditional Interpretation of Empedocles’ cycle），这种观点认为恩培多克勒所描绘的循环场景是从一个完全的结合状态到完全的毁灭，再有一个相反的进程回到完全结合的状态。这个观点的主要问题是并没有实际的证据证明确实还有这么一个相反的过程 （页面存档备份，存于），亚里士多德认为恩培多克勒逃避了这个问题。
上述逃避的问题也给予了第二种观点发挥的空间，第二种观点被称为非传统观点（Non-traditional Interpretation of Empedocles’ cycle），这种解读认为宇宙仅仅发生了一次，宇宙中爱恨两个动力因之间的斗争是波动的、辩证的，恨将元素进行分离，而爱又将元素聚合到一起 （页面存档备份，存于）。经过漫长的辩证运动之后，又恢复为一个完整的球体，也因此宇宙达到了终点。

## 引用文献
1. ↑  斯通普夫. . . 世界图书出版社.
2. 1 2  Kingsley, K. Scarlett; Parry, Richard. . Zalta, Edward N.  (编).  Winter 2019. Metaphysics Research Lab, Stanford University. 2019  [2019-12-04]. （原始内容存档于2020-09-08）.